# Puntius umalii
Puntius umalii és una espècie de peix cipriniforme de la família dels ciprínids.